# Championnat de Pologne de football 1967-1968
Navigation
Édition précédente Édition suivante
La saison 1967-1968 du championnat de Pologne est la quarantième saison de l'histoire de la compétition. Cette édition a été remportée par le Ruch Chorzów, devant le Legia Varsovie.

## Les clubs participants
| Club               | Ville     |
| ------------------ | --------- |
| GKS Katowice       | Katowice  |
| Gornik Zabrze      | Zabrze    |
| Gwardia Varsovie   | Varsovie  |
| Legia Varsovie     | Varsovie  |
| LKS Łódź           | Lódź      |
| Odra Opole         | Opole     |
| Pogoń Szczecin     | Szczecin  |
| Polonia Bytom      | Bytom     |
| Ruch Chorzów       | Chorzów   |
| Sląsk Wrocław      | Wrocław   |
| Stal Rzeszów       | Rzeszów   |
| Szombierki Bytom   | Bytom     |
| Wisła Cracovie     | Cracovie  |
| Zagłębie Sosnowiec | Sosnowiec |

## Compétition

### Classement
| Rang | Équipe                | Pts | J  | G  | N  | P  | Bp | Bc | Diff |
| ---- | --------------------- | --- | -- | -- | -- | -- | -- | -- | ---- |
| 1    | Ruch Chorzów          | 38  | 26 | 14 | 10 | 2  | 56 | 26 | +30  |
| 2    | Legia Varsovie        | 35  | 26 | 13 | 9  | 4  | 36 | 15 | +21  |
| 3    | Górnik Zabrze (T) (C) | 33  | 26 | 13 | 7  | 6  | 52 | 27 | +25  |
| 4    | Polonia Bytom         | 26  | 26 | 9  | 8  | 9  | 31 | 31 | 0    |
| 5    | Zagłębie Sosnowiec    | 26  | 26 | 10 | 6  | 10 | 28 | 29 | -1   |
| 6    | Pogoń Szczecin        | 26  | 26 | 10 | 6  | 10 | 23 | 28 | -5   |
| 7    | Śląsk Wrocław         | 25  | 26 | 8  | 9  | 9  | 22 | 22 | 0    |
| 8    | GKS Katowice          | 25  | 26 | 8  | 9  | 9  | 29 | 34 | -5   |
| 9    | Szombierki Bytom      | 23  | 26 | 10 | 3  | 13 | 37 | 40 | -3   |
| 10   | Odra Opole (P)        | 23  | 26 | 7  | 9  | 10 | 20 | 33 | -13  |
| 11   | Stal Rzeszów          | 23  | 26 | 8  | 7  | 11 | 24 | 39 | -15  |
| 12   | Wisła Cracovie        | 21  | 26 | 5  | 11 | 10 | 18 | 24 | -6   |
| 13   | ŁKS Łódź              | 21  | 26 | 7  | 7  | 12 | 22 | 38 | -16  |
| 14   | Gwardia Varsovie (P)  | 19  | 26 | 7  | 5  | 14 | 32 | 44 | -12  |

| Légende | Légende                                                                                      |
| ------- | -------------------------------------------------------------------------------------------- |
|         | Coupe des clubs champions européens 1968-1969 (1er tour)                                     |
|         | Coupe d'Europe des vainqueurs de coupe 1968-1969 (1er tour)                                  |
|         | Relégation en II Liga                                                                        |
|         | (T) : Tenant du titre 1966-1967 (C) : Vainqueur de la Coupe de Pologne 1967-1968 (P) : Promu |

## Bilan de la saison
| Tableau d'Honneur |               |
| Compétition       | Vainqueur     |
| I Liga            | Ruch Chorzów  |
| Coupe de Pologne  | Górnik Zabrze |

| Promotions et relégations |                               |
| Relégués en II Liga       | ŁKS Łódź Gwardia Varsovie     |
| Promus de II Liga         | Zagłębie Wałbrzych ROW Rybnik |

| Qualifications européennes 1968-1969   |               |
| Coupe des clubs champions européens    | Qualifié      |
| 1er tour                               | Ruch Chorzów  |
| Coupe d'Europe des vainqueurs de coupe | Qualifié      |
| 1er tour                               | Górnik Zabrze |

## Meilleurs buteurs
| # | Joueur               | Équipe             | Buts |
| - | -------------------- | ------------------ | ---- |
| 1 | Włodzimierz Lubański | Górnik Zabrze      | 24   |
| 2 | Eugeniusz Faber      | Ruch Chorzów       | 19   |
| 3 | Andrzej Jarosik      | Zagłębie Sosnowiec | 15   |
|   | Jerzy Wilim          | Szombierki Bytom   | 15   |